# Bahnhof Bad Salzschlirf
Der Bahnhof Bad Salzschlirf ist der einzige Bahnhof des Kurortes Bad Salzschlirf in Osthessen und liegt an der Bahnstrecke Gießen–Fulda. Von 1898 bis 1989 zweigte hier die Bahnstrecke nach Niederjossa ab.

## Geschichte

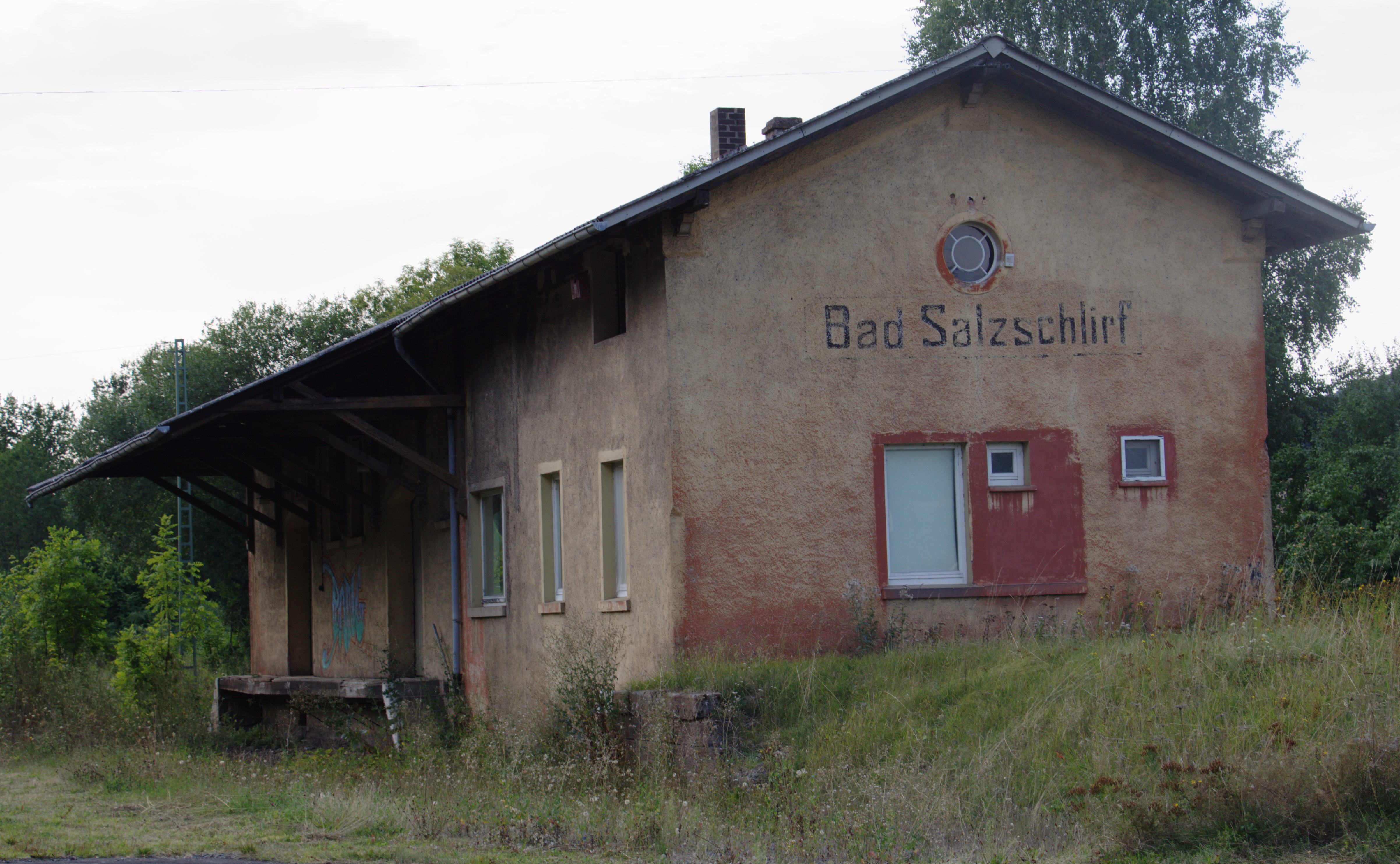
Ehemalige Güterabfertigung, 2013

Der Bad Salzschlirfer Bahnhof wurde am 31. Dezember 1870 als Endpunkt des dritten Bauabschnitts der Strecke Gießen–Fulda (Lauterbach Nord–Bad Salzschlirf) in Betrieb genommen. Am 31. Juli 1871 wurde sie mit der Verlängerung bis Fulda fertiggestellt.
Am 1. Oktober 1898 wurde die Strecke nach Schlitz eröffnet und Bad Salzschlirf wurde somit zu einem Trennungsbahnhof. Von Schlitz erfolgte 1914 eine Verlängerung nach Niederjossa zur Gründchenbahn. Der Personenverkehr auf der Bahnstrecke Bad Salzschlirf–Niederjossa wurde am 31. Mai 1964 eingestellt und der Streckenabschnitt bis Schlitz 1989 stillgelegt. Auf der ehemaligen Trasse ist daraufhin ein Radweg entstanden.
Seit dem Fahrplanwechsel 2011/2012 am 11. Dezember 2011 wird der Personenverkehr durch die Hessische Landesbahn GmbH (HLB) mit Dieseltriebwagen des Typs LINT 41 abgewickelt.

## Bahnanlagen
Das klassizistische Empfangsgebäude entstand 1870 mit der Eröffnung des Bahnhofs. Die Fahrkartenausgabe ist seit dem 1. September 1998 geschlossen.
Der Bahnhof Bad Salzschlirf hat zwei Bahnsteiggleise. Der Hausbahnsteig (Gleis 1) dient sowohl den Zügen Richtung Gießen wie auch denen Richtung Fulda. Gleis 2 am Zwischenbahnsteig wird nur bei Kreuzungen genutzt, im aktuellen Fahrplan sind jedoch keine planmäßigen Kreuzungen vorgesehen. Das Gleis 1 ist barrierefrei erreichbar, das Gleis 2 nicht. Alle anderen Gleise sind zurückgebaut. 
Östlich des Empfangsgebäudes steht seit 1912 das mechanische Stellwerk Sf.

## Betrieb
Bad Salzschlirf liegt im Tarifgebiet des Rhein-Main-Verkehrsverbundes (RMV). Der Bahnhof dient seit der Stilllegung der Strecke nach Niederjossa nur noch als Kreuzungsbahnhof der Strecke Gießen–Fulda. Es verkehren Regionalbahnen zwischen Gießen und Fulda täglich im Stundentakt. Fast alle Züge verkehren seit dem Fahrplanwechsel am 11. Dezember 2011 weiter bis Limburg (Lahn). Am Bahnhof halten einige Buslinien, welche diesen mit den umliegenden Gemeinden des Landkreises Fulda und des Vogelsbergkreises verbinden.
Seit dem Fahrplanwechsel 2016/2017 am 11. Dezember 2016 verkehren die Züge statt, wie zuvor als RB 35, als RB 45.
| Linie | Verlauf | Takt                                                        | Betreiber      |
| ----- | --- | ----------------------------------------------------------- | -------------- |
| RB 45 | Lahntalbahn/Vogelsbergbahn: Limburg (Lahn) – Eschhofen – Kerkerbach – Runkel – Villmar – Arfurt (Lahn) – Aumenau – Fürfurt – Gräveneck – Weilburg – Löhnberg – Stockhausen (Lahn) – Leun/Braunfels – Solms – Albshausen – Wetzlar – Dutenhofen (Kr Wetzlar) – Gießen – Gießen Licher Straße – Großen Buseck – Reiskirchen (Kr Gießen) – (Saasen – Göbelnrod –) (zweistdl) Grünberg – (Lehnheim –) (zweistdl) Mücke (Hess) – (Nieder-Ohmen –) (zweistdl) Burg- und Nieder-Gemünden – Ehringshausen (Oberhess) – Zell-Romrod – Alsfeld (Oberhess) – Lauterbach (Hess) Nord – Angersbach – Bad Salzschlirf – Großenlüder – Oberbimbach – Fulda Stand: Fahrplanwechsel Dezember 2021 | 60 min 20/60 min (Gießen–Mücke u. Alsfeld–Fulda wochentags) | HLB Hessenbahn |